# Fonds de la Guadeloupe

Guadeloupe - Carte de localisation

Le Fonds de la Guadeloupe (suédois : Guadeloupefonden) est une rente créée par le Riksdag des États suédois en 1815 au profit du prince héritier et régent Charles XIV Jean de Suède (suédois : Karl XIV Johan), également connu sous le nom de Jean-Baptiste Jules Bernadotte, et de ses héritiers.

## Contexte historique
Bernadotte est l'un des soldats les plus titrés de la France napoléonienne, maréchal de France, ancien ministre de la Guerre et prince de Pontecorvo par Napoléon, lorsqu'il accepte d'être élu comme prince héritier du trône de Suède, sous le règne de Charles XIII de Suède. Dans les faits, il est le régent du pays et fait adhérer la Suède à la sixième coalition contre la France. L'offre d'une île des Antilles par la Grande-Bretagne est une tentative de compenser la « trahison » de Charles Jean envers son ancien mentor Napoléon et de s'assurer du soutien de la Suède. 
Le 4 février 1810, les Britanniques s'emparent de l'île de la Guadeloupe à la suite des guerres napoléoniennes et la cèdent le 3 mars 1813 à « Sa Majesté Royale le Roi de Suède, et son successeur au trône de Suède » pour que le prince héritier soit au moins partiellement compensé pour les dons et autres biens qu'il avait perdus depuis qu'il avait été appelé à la succession du trône de Suède. La Guadeloupe est de plus idéalement située à proximité de la colonie suédoise de Saint-Barthélemy.

## Création et évolution
Après la défaite de la France et l'exil de Napoléon à l'île d'Elbe, le traité de Paris de 1814 fixe les termes de la paix, dans laquelle la Guadeloupe, qui était auparavant une possession française, est rendue à la France.  Le 13 août 1814, un règlement de 24 millions de francs est versé à Charles Jean par la Grande-Bretagne en dédommagement de la perte de l'île. Le prince héritier, agissant en tant que régent, utilise environ la moitié de la somme pour rembourser les dettes du gouvernement et le reste à divers projets d'intérêt public. En reconnaissance de cela, le Riksdag de 1815 institue que le Prince héritier et ses héritiers recevront un versement annuel de 200 000 riksdaler à perpétuité (somme portée à 300 000 riksdaler annuels ensuite).
Au cours du XXe siècle, le versement de la rente a fait l'objet de plusieurs motions pour l'abolir, motions toutes rejetées. Enfin, après à un compromis entre la Maison Bernadotte et le Parlement suédois, le dernier versement du fonds est effectué en 1983 en contrepartie d'une augmentation de 300 000 couronnes de l'indemnité royale.